# Chacaltlá
Chacaltlá är en ort i Mexiko.   Den ligger i kommunen Chilapa de Álvarez och delstaten Guerrero, i den södra delen av landet, 230 km söder om huvudstaden Mexico City. Chacaltlá ligger 944 meter över havet och antalet invånare är 173.
Terrängen runt Chacaltlá är bergig österut, men västerut är den kuperad. Runt Chacaltlá är det ganska glesbefolkat, med 43 invånare per kvadratkilometer. Närmaste större samhälle är Mexcalcingo, 3,7 km öster om Chacaltlá. I omgivningarna runt Chacaltlá växer huvudsakligen savannskog.